# Numidia
Numidia (202 trước Công nguyên - 46 trước Công nguyên) là một quốc gia Berber cổ đại mà ngày nay không còn tồn tại, từng là một quốc gia cường thịnh với vị thế vùng đệm giữa La Mã và các vùng đất buôn bán với La Mã. Vương quốc này nằm vị trí ở biên giới phía đông của Algérie, giáp tỉnh Mauretania của La Mã (ngày nay là Algeria và Maroc) về phía tây, tỉnh châu Phi (ngày nay là Tunisia) về phía đông, Địa Trung Hải về phía bắc và sa mạc Sahara về phía nam, mà ngày nay là Algérie và một phần của Tunisia.

## Lịch sử

### Nền độc lập của Numidia
Tên Numidia lần đầu tiên được đề cập là trong tác phẩm của Polybius và các tác phẩm lịch sử khác vào thế kỉ thứ 3 TCN, để chỉ phần lãnh thổ phía tây của Carthage bao gồm toàn bộ phần phía bắc của Algeria tới sông Mulucha (Muluya), khoảng 100 dặm phía tây Oran. Người Numidia được cho là gồm 2 nhóm lớn là Massylii đông Numidia, và Masaesyli ở phía tây.

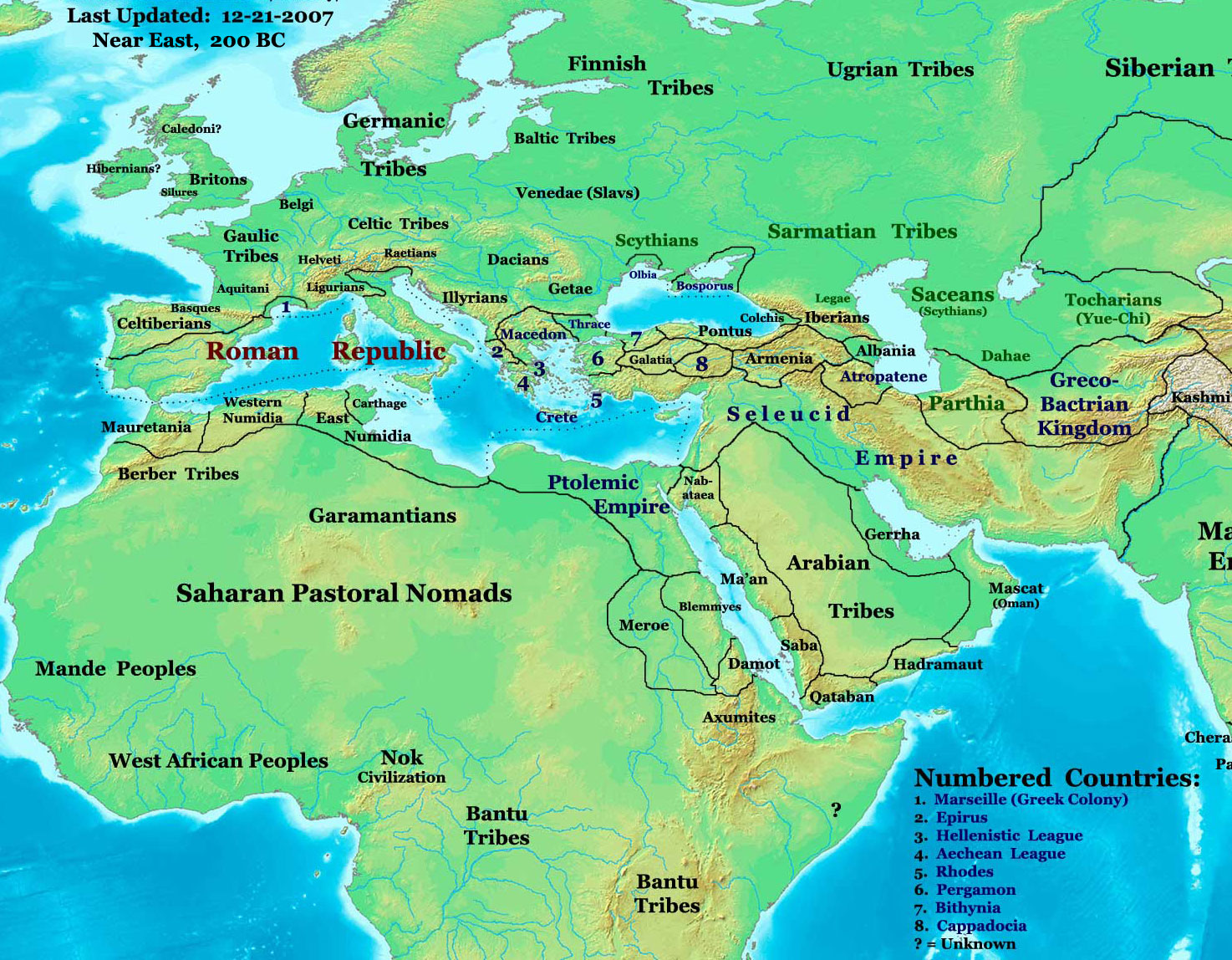
Cận đông vào khoảng năm 200 TCN, cho thấy biên giới của vương quốc Numidia sau cuộc chiến tranh Punic lần thứ hai.

Trong suốt cuộc chiến tranh Punic lần hai, phần phía đông nằm dưới quyền cai trị của vua Gala là đồng minh của Carthage, còn phần phía tây Masaesyli là dưới quyền của vua Syphax, đồng minh của Rome. Tuy nhiên vào năm 206 TCN, vị vua mới của miền đông Massylii, Masinissa, lại là đồng minh của Rome và Syphax của Masaesyli chuyển sang làm đồng minh của Carthage. Vào lúc kết thúc cuộc chiến, chiến thắng của người La Mã đã giúp cho Masinissa trở thành vị vua duy nhất của toàn bộ vương quốc Numidia. Vào thời điểm ông mất, lãnh thổ của Masinissa mở rộng từ Mauretania đến ranh giới của Carthage, phần đông nam xa tới tận Cyrenaica, khiến cho Numidia hoàn toàn bao quanh Carthage (Appian, Punica, 106), trừ theo hướng biển.
Sau khi Masinissa mất, vị vua kế vị của ông là Micipsa. Khi Micipsa mất vào năm 118 TCN, người thừa kế của ông ta là hai người con trai, Hiempsal I và Adherbal, cùng với người cháu không hợp pháp là Jugurtha, người có nguồn gốc Lybia, rất phổ biến trong dân cư Numidia. Jugurtha và Hiempsal nổ ra tranh chấp với nhau ngay sau khi Masinissa mất. Jugurtha giết chết Hiempsal, dẫn đến việc tiến hành chiến tranh với Adherbal.
Sau khi Jugurtha đánh bại ông ta trong chiến trận, Adherbal bỏ chạy đến Rome để xin sự trợ giúp. Các quan chức La Mã, bị cáo buộc nhận hối lộ nhưng có lẽ mong muốn nhanh chóng kết thúc cuộc xung đột tại một vương quốc chư hầu theo một cách có lợi, đã giải quyết cuộc chiến bằng cách chia Numidia thành hai phần, Jugurtha được giao nửa phía tây. (Sau đó La Mã tuyên bố là vùng đất này giàu có hơn nhưng thực tế nó ít cả dân cư và kém phát triển).

## Chiến tranh với La Mã
Xem thêm: Chiến tranh Jugurtha
Năm 112 TCN, Jugurtha lại tiếp tục cuộc chiến tranh của ông với Adherbal. Ông đã rất tức giận khi giết chết những doanh nhân La mã trợ giúp cho Adherbal. Sau một cuộc chiến tranh ngắn với La Mã, Jugurtha đầu hàng, và đã nhận được một hiệp ước hòa bình rất thuận lợi, trong đó nêu ra nghi ngờ hối lộ một lần nữa. Chỉ huy La mã tại địa phương này đã bị triệu tập tới La Mã để đối mặt với tội tham nhũng do cáo buộc của đối thủ chính trị của ông,Gaius Memmius. Jugurtha cũng buộc phải đến La Mã để làm chứng chống lại viên tướng La mã, nơi mà ông đã hoàn toàn đánh mất uy tín quá khứ của mình khi mà sự hiếu chiến và tàn nhẫn đã trở nên phổ biến rộng rãi, và sau khi ông đã bị nghi ngờ đã giết chết một người Numidian đối lập.
Chiến tranh lại nổ ra giữa Numidia và Cộng hòa La Mã, một số quân đoàn đã được phái đến Bắc Phi dưới sự chỉ huy của chấp chính quan Quintus Caecilius Metellus Numidicus. Cuộc chiến trở thành một chiến dịch lâu dài và dường như bất tận vì người La Mã đã cố gắng để đánh bại Jugurtha một cách hoàn toàn. Thất vọng ở những hành động không rõ ràng của Metellus, Gaius Marius đã trở về La Mã để tìm kiếm cuộc bầu cử trở thành Chấp chính quan. Marius đã được bầu, và sau đó trở về Numidia để nắm quyền chỉ huy cuộc chiến. Ông đã gửi quan coi quốc khố của ông Lucius Cornelius Sulla tới nước láng giềng Mauretania để loại bỏ sự hỗ trợ của họ cho Jugurtha. Với sự giúp đỡ của vua Bocchus I của Mauretania, Sulla đã bắt được Jugurtha và đưa cuộc chiến đến một kết thúc cuối cùng. Jugurtha đã bị hành quyết bởi những người La Mã trong năm 104 TCN, sau khi bị diễu hành qua các đường phố trong lễ khải hoàn chiến thắng của Gaius Marius.

## Tỉnh La mã

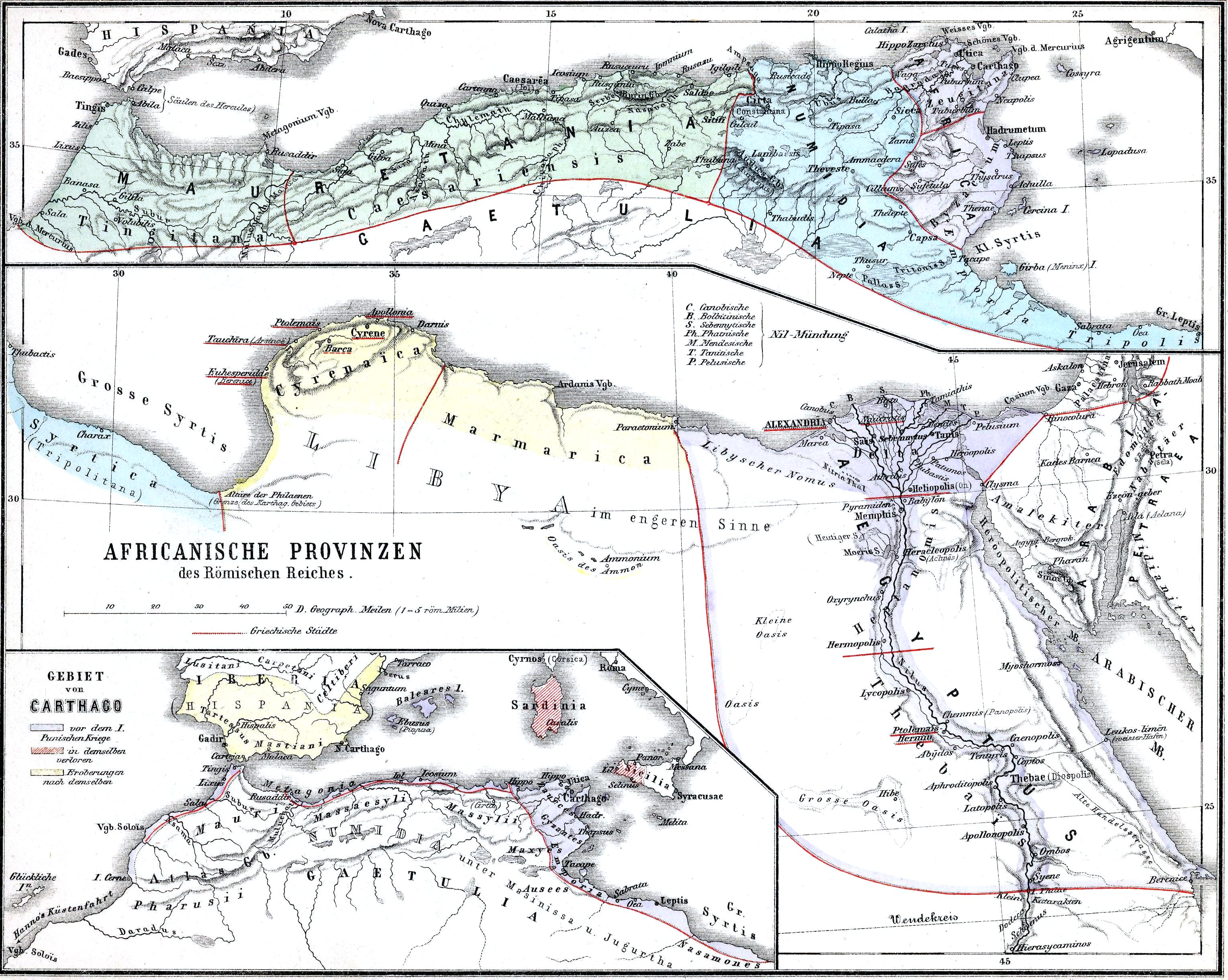
Bắc phi dưới sư cai trị của La Mã.

Sau cái chết của Jugurtha, miền tây Numidia được sáp nhập vào các vùng đất của Bocchus, vua của Mauretania, trong khi phần còn lại (trừ Cyrene và vùng đất của nó) tiếp tục được cai trị bởi các vị vua bản địa cho đến cuộc nội chiến giữa Caesar và Pompey. Sau khi Cato Trẻ bị đánh bại bởi Caesar, ông tự sát (46 TCN) tại Utica, và Numidia trong một thời gian ngắn trở thành tỉnh châu Phi mới cho đến khi Augustus khôi phục lại cho Juba II (con trai của Juba I) sau trận Actium.
Ngay sau đó, trong năm 25 trước Công nguyên, Juba được chuyển đến làm vua của Mauretania, và Numidia được phân chia giữa Mauretania và tỉnh của châu Phi Mới. Dưới thời Septimus Severus (193 SCN), Numidia đã được tách ra từ tỉnh Africa Vetus, và được cai quản bởi một Kiểm sát viên hoàng gia. Dưới sự phân chia đế chế mới của hoàng đế Diocletianus, Numidia được chia thành hai tỉnh: phía bắc đã trở thành Numidia Cirtensis, với thủ phủ tại Cirta, trong khi phía nam, trong đó bao gồm dãy núi Aurès và bị đe dọa bởi các cuộc tấn công, trở thành Numidia Militiana, "Numidia quân sự ", với thủ phủ tại căn cứ của quân lê dương ở Lambaesis. Sau đó, Hoàng đế Constantinus Đại Đế thống nhất hai tỉnh lại thành duy nhất một tỉnh, quản lý từ Cirta, mà được đổi tên thành Constantina (hiện nay là Constantine, Algérie) để vinh danh ông. Thống đốc của nó đã được nâng lên cấp bậc consularis năm 320, và tỉnh này vẫn còn tồn tại là một trong bảy tỉnh của giáo phận châu Phi cho đến khi cuộc xâm lược của người Vandal năm 428 SCN, bắt đầu sự đổ nát, đi kèm với sự sa mạc hóa. Tỉnh này vẫn nằm dưới sự cai trị của luật lệ Vandal, nhưng hiệu quả hạn chế chỉ đến các khu vực ven biển bởi các cuộc tấn công của người Berber. Nó đã được khôi phục lại dưới luật lệ La Mã sau khi cuộc chiến tranh Vandal, khi nó trở thành một phần của thuộc về pháp quan quận trưởng của châu Phi.

## Những thành phố chính
Numidia có sự La Mã cao độ và được tô điểm với rất nhiều thị trấn. Các thị trấn chính của La Mã Numidia là: ở phía bắc, Cirta hoặc hiện nay là Constantine, thủ phủ với cảng Rusicada(hiện nay là Skikda), Hippo Regius hoặc (gần Bône), cũng được biết đến với Giám mục Thánh Augustine. phía nam với những con đường quân sự quan trọng đã dẫn đến Theveste (Tebessa) và Lambaesis (Lambessa) cùng với những tàn tích La Mã còn lại, và kết nối bởi những con đường quân sự với Cirta và Hippo, tương ứng.
Lambaesis là căn cứ đóng quân của Legio III Augusta, và là trung tâm chiến lược quan trọng nhất.